# Annika Zillekens
Annika Zillekens (* 3. April 1990 in Berlin als Annika Schleu) ist eine Moderne Fünfkämpferin aus Deutschland. Ihre größten Erfolge sind der 4. Platz bei den Olympischen Sommerspielen 2016 in Rio de Janeiro und der Gewinn der Weltmeisterschaft 2011 und 2021 im Team sowie 2012, 2016 und 2017 in der Staffel. Sie ist Sportsoldatin der Bundeswehr im Dienstgrad eines Oberfeldwebels.

## Leben
Annika Zillekens lebt seit 2020 mit dem Fünfkämpfer Christian Zillekens zusammen, mit dem sie seit 2022 verheiratet ist. Sie haben eine gemeinsame Tochter.

## Sportliche Vita
Zillekens begann ihre Fünfkampfkarriere bereits im Alter von 10 Jahren und startet heute für den TSV Spandau. Im Jahr 2005 nahm sie mit 15 Jahren erstmals an internationalen Meisterschaften teil und war dort mit Platz 7 bei der Jugend-B-Europameisterschaft und Platz 15 bei der Jugend-A-Weltmeisterschaft bereits erfolgreich. Den größten Erfolg ihrer Jugendlaufbahn feierte Zillekens 2008 bei der Junioren-EM in Polen, als sie im Einzelfinale die Silbermedaille gewinnen konnte. Ein Jahr später folgte die Bronzemedaille in der Staffel bei der EM in Bulgarien.
In der Saison 2010 feierte Zillekens ihr Debüt im Erwachsenenbereich und konnte sich bei ihren ersten beiden Weltcups in Medway und Berlin auf Anhieb jeweils für das Finale der besten 36 und somit auch für das deutsche WM-Team qualifizieren. Dabei erreichte sie in Chengdu den 13. Platz im Einzel und gewann in der Teamwertung zusammen mit Lena Schöneborn und Eva Trautmann die Bronzemedaille. Ihren internationalen Durchbruch schaffte Annika Zillekens in der Saison 2011, als sie wiederum in Chengdu mit Platz drei zum ersten Mal den Sprung auf das Podest in einem Weltcup schaffte. Bei der Weltmeisterschaft in Moskau hatte sie mit ihrem 9. Platz erheblichen Anteil an der Goldmedaille der deutschen Mannschaft, erneut gemeinsam mit Schöneborn und Trautmann. In gleicher Besetzung gewannen Zillekens und ihre Teamkolleginnen außerdem die Silbermedaille bei der Europameisterschaft in Medway.
Im Olympiajahr 2012 nahm Zillekens erstmals an allen Weltcups der Saison teil und erreichte als beste Platzierung den sechsten Rang bei der vierten Station in Rostov. Bei der Weltmeisterschaft in Rom setzte sie sich in der Staffel gemeinsam mit Schöneborn und Janine Kohlmann vor der Volksrepublik China und Großbritannien durch. Anschließend sammelte Zillekens mit dem 13. Platz wichtige Punkte für die Olympiaqualifikation. Diese machte sie perfekt, als sie zum wiederholten Male sehr erfolgreich in Chengdu war und beim Weltcupfinale Platz 4 belegte. Über ihre Weltranglistenposition qualifizierte sich Zillekens damit neben Titelverteidigerin Lena Schöneborn als zweite Deutsche für die Spiele. Im Juli 2012 wurde Zillekens auf Platz neun der Weltrangliste und somit erstmals unter den Top Ten geführt.
Die Olympischen Spiele 2012 verliefen für Zillekens enttäuschend, sie belegte den 26. Platz. Im Oktober 2012 wurde Zillekens in Berlin erstmals deutsche Meisterin.
In den darauffolgenden Jahren hat sich Annika Zillekens weiter im deutschen Nationalkader etabliert, gehörte regelmäßig zum Weltcupteam und konnte sich für alle Großereignisse qualifizieren. 2014 gewann Zillekens die Goldmedaille bei der Europameisterschaft im Team, erneut gemeinsam mit Lena Schöneborn und Janine Kohlmann. Mit dem zweiten Platz beim Kremlin Cup in Russland feierte sie im gleichen Jahr auch einen großen Erfolg in einem Einzelwettbewerb.
2015 wurde Zillekens für das deutsche Team bei der WM in Berlin vom 29. Juni bis 5. Juli nominiert und gewann mit dem Team die Silbermedaille. Bei den Olympischen Sommerspielen 2016 in Rio de Janeiro belegte sie den 4. Platz. Das ist ihr bisher größter Erfolg.
Bei der WM 2016 in Moskau erreichte sie mit dem Team den dritten Platz und Gold mit der Staffel. 2017 bei der WM in Kairo gewann sie wiederum mit dem Team die Bronzemedaille und mit der Staffel die Goldmedaille. In Kairo war sie auch 2021 bei der WM mit dem Team erfolgreich und gewann die Goldmedaille.
Vor den Olympischen Spielen 2024 gab Zillekens bekannt, dass sie danach mit dem Leistungssport aufhören werde und künftig als Lehrerin arbeiten werde.

### Teilnahme an den Olympischen Spielen 2020
2021 nahm Zillekens als Teil des deutschen Fünfkampf-Teams an den Olympischen Sommerspielen 2020 in Japan teil. Nach zwei Disziplinen (Fechten und Schwimmen) in Führung liegend, weigerte sich beim Springreiten das ihr zugeloste Pferd Saint Boy wiederholt, Hindernisse auf dem Parcours zu überspringen. Dies führte nach der vierten Verweigerung des Pferdes zu Zillekens Disqualifikation und Endplatzierung auf Platz 31. Bereits beim ersten Einsatz mit der Russin Gulnas Gubaidullina hatte Saint Boy dreimal den Sprung über Hindernisse verweigert und sich danach an den Rand des Parcours gedrängt, so dass es zu keiner vierten Verweigerung kam, was die Entnahme des Pferdes aus dem Wettbewerb bedeutet hätte. Gubaidullina wurde aufgrund der Zeitüberschreitung disqualifiziert, das Pferd vom zuständigen Tierarzt aber als einsatzbereit bewertet. Zillekens wiederholter Einsatz von Sporen und Gerte sowie die Aufforderung der Bundestrainerin für Modernen Fünfkampf Kim Raisner, sie solle auf das Pferd „mal richtig draufhauen“, führten in den Medien zu Kritik und wurden teils als Tierquälerei angesehen. Die Trainerin wurde vom Weltverband von den Spielen ausgeschlossen, nachdem sie das Pferd mit der Faust geschlagen hatte. Der Disziplinarausschuss der Union Internationale de Pentathlon Moderne (UIMP) verneinte im September 2021 einen übermäßigen Gebrauch von Peitsche und Sporen durch die Sportlerin und leitete keine Maßnahmen gegen Zillekens ein. Der Fall löste eine intensive Debatte um eine Modernisierung der Sportart aus und führte 2022 zu der Entscheidung des Weltverbands, nach den Olympischen Spielen 2024 das Springreiten im Fünfkampf durch einen Hindernisparcours ohne Pferde zu ersetzen.